# مشروع جنتركس

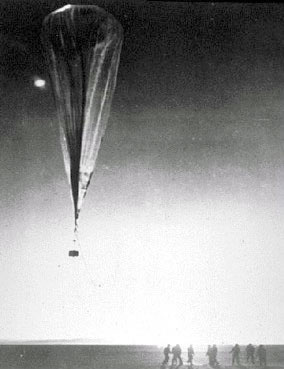
إطلاق إحدى بالونات مشروع چنتركس

مشروع چنتركس (بالإنجليزية: Project Genetrix)‏، والمعروف أيضًا باسم WS-119L كان برنامجًا للقوات الجوية الأمريكية يهدف لإطلاق مناطيد مراقبة فوق أراضي الصين وأوروبا الشرقية والاتحاد السوفيتي لأخذ صور جوية وجمع الاستخبارات. وصلت بالونات چنتركس لارتفاع (15-30 كيلومتر) وهو ما يتخطى الطائرات المقاتلة في ذلك الوقت.

## التاريخ
في 1955 أُطلق عدد من بالونات AN/DMQ-1 من قاعدة لوري الجوية في كولورادو لاختبار النظام. واسترجعت البالونات بعد عام في نيو برونزويك.
بين 10 يناير و 6 فبراير 1956، أُطلق 516 مركبة عالية الارتفاع من 5 مواقع مختلفة في جاردرموين، النرويج؛ إفانتون، اسكتلندا؛ أوبربفافنهوفن وجيبلزشتات في ألمانيا الغربية؛ وإنجلرك في تركيا؛ استُرجع منها 53 بالونًا و31 فقط قدم صورًا يمكن استخدامها. العديد من البالونات أُسقطت أو حادت عن مسارها، وأدى هذا النشاط التجسسي الأمريكي إلى العديد من الاحتجاجات الدبلوماسية من البلدان المستهدفة. علِم طيارو الميج أن البالونات تكون في ارتفاع منخفض عند شروق الشمس ما يمكنهم من استهدافها. كما أن الغاز الرافع يصبح أكثر برودة في الليل ما يجعله أكثر كثافة ما يخفض قوة الرفع، فتنزل البالونات إلى ارتفاعات أقل حيث يكون الهواء أكثر كثافة.
صدق الرئيس دوايت أيزنهاور على المشروع في 27 ديسمبر، 1955. كان المشروع 119L أول استخدام للبالونات التي اختبرت في مشاريع سابقة، مثل مشروع موبي دك هاي. كان مشروع چنتركس مشروعًا لاحقًا لمشروع سكايهوك ومشروع موجل ومشروع جراندسن. استُخدمت البالونات لمراقبة نشاطات الاتحاد السوفيتي، ومن ضمنها الاختبارات النووية. وقدمت صورًا تعرض 2.8 مليون كيلو متر مربع لأراضي الكتلة الصينية-السوفيتية.
التقط السوفيت العديد من هذه البالونات واستُخدمت تقنية الشرائط الفلمية المقاومة للحرارة والمحمية ضد الإشعاعات التي احتوتها في مسبار لونا 3 الذي التقط أولى صور الجانب البعيد من القمر.